# Биренбах
Биренбах (нем. Birenbach) — община в Германии, районный центр, расположен в земле Баден-Вюртемберг. 
Подчиняется административному округу Штутгарт. Входит в состав района Гёппинген.  Население составляет 1864 человека (на 31 декабря 2010 года). Занимает площадь 2,50 км².

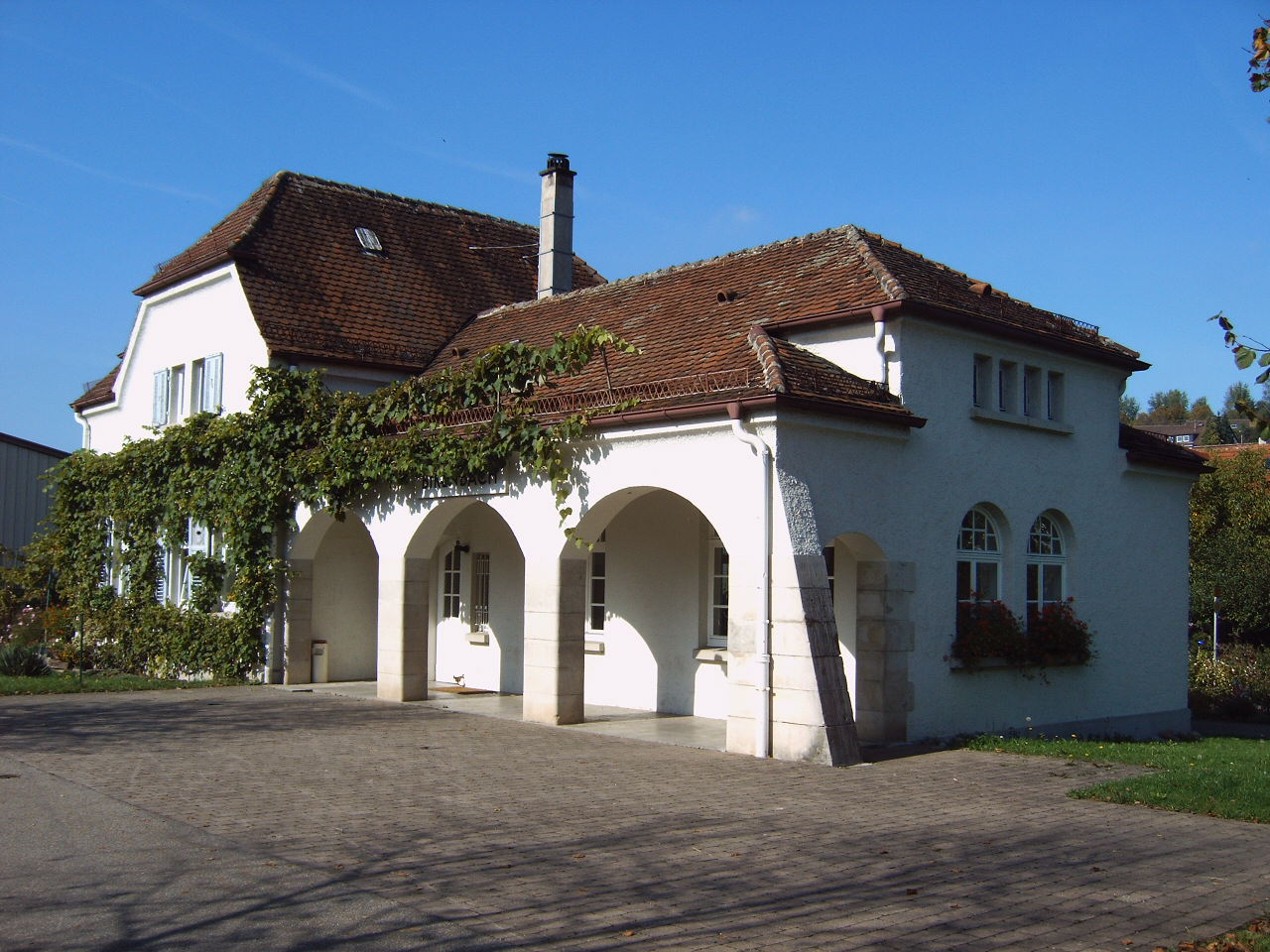
Вокзал